# Аналко Гранде (Атлистак)
Аналко Гранде (шп. Analco Grande) насеље је у Мексику у савезној држави Гереро у општини Атлистак. Насеље се налази на надморској висини од 1889 м.

## Становништво
Према подацима из 2010. године у насељу је живело 8 становника.

### Хронологија
| Година       | 2000        | 2005 | 2010 |
| ------------ | ----------- | ---- | ---- |
| Становништво | 18 (10 / 8) | 11   | 8    |

### Попис
| # | Индикатор                     | Вредност |
| - | ----------------------------- | -------- |
| 1 | Укупно домаћинстава           | 2        |
| 2 | Укупно насељених домаћинстава | 1        |
| 3 | Величина локације             | 1        |